# Cmentarz żydowski w Sępopolu
Cmentarz żydowski w Sępopolu – kirkut został założony na planie prostokąta przy południowym końcu miasta przy ówczesnej Scheunenstrasse (obecnie ul. Bolesława Prusa).
Obecnie na terenie dawnego kirkutu mieści się budynek mieszkalny.